# Thieves Like Us
Thieves Like Us är en singel från 1983 av New Order.

## Låtlista

### Storbritannien 12" - FAC 103
1. "Thieves Like Us" (6:36)
2. "Lonesome Tonight" (5:11)

### Storbritannien 7" Promo - FAC 103
1. "Thieves Like Us" (3:54)
2. "Lonesome Tonight" (3:52)

(Begränsad till 3 500 exemplar. Bara 12"-versionen släpptes kommersiellt)

## Listplaceringar
| Lista (1984)                    | Topplacering |
| ------------------------------- | ------------ |
| Australiska ARIA-singellistan   | 84           |
| Irländska singellistan          | 5            |
| Nyzeeländska RIANZ-singellistan | 14           |
| Brittiska singellistan          | 18           |
| Brittiska indiesingellistan     | 1            |